# HMS Sheffield

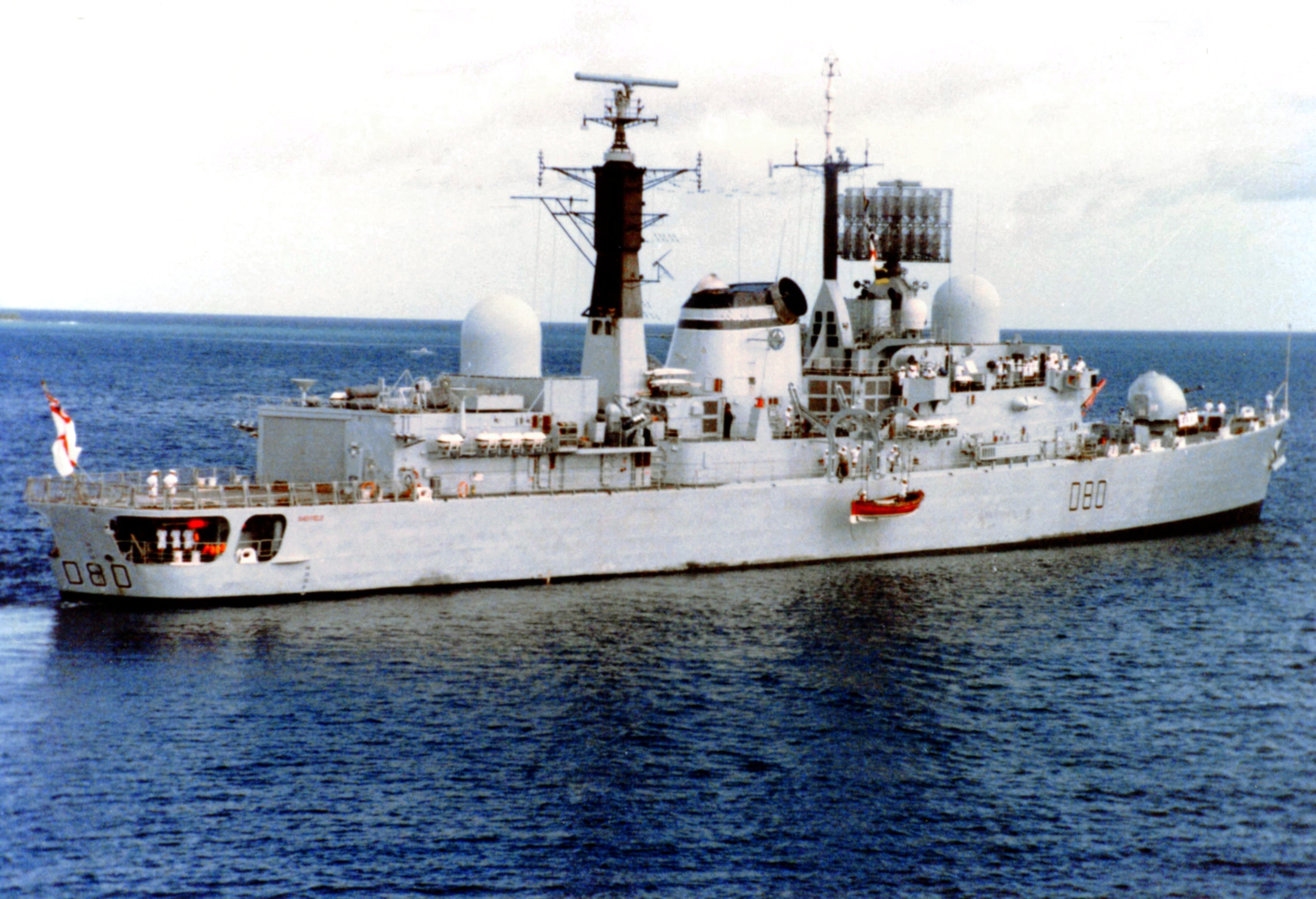
HMS Sheffield (D80)

HMS Sheffield (D80) was het naamschip van een klasse geleidewapenjagers van de Royal Navy, die in de jaren zeventig en tachtig van de 20e eeuw gebouwd werden. Deze klasse staat ook bekend als Type 42.

## Achtergrond
De schepen van het Type 42 werden begin jaren zeventig ontworpen als een goedkoper alternatief voor het Type 82, waarvan er uiteindelijk maar één (HMS Bristol) gebouwd werd. De bouwkosten moesten binnen de perken worden gehouden en dus werd bijvoorbeeld de bewapening teruggebracht tot het allernoodzakelijkste. Er was alleen ruimte voor de aanschaf van de hoofdbewapening en voor antischeepsraketten. Voor nabijverdedigingssystemen zoals een CIWS was geen geld beschikbaar.
De hoofdbewapening bestond net als bij het Type 82 uit de Sea Dart luchtdoelraket. Die werd gelanceerd door middel van een dubbele lanceerinrichting op de bak, vlak achter het kanon. Het magazijn bood plaats aan 24 raketten. Vanwege het ontbreken van zeedoelraketten bestond het zeedoelgeschuit uitsluitend uit het Vickers Mk. 8 enkelloops kanon van 4,5 inch (114 mm).
Voor de bestrijding van onderzeeboten was het schip bewapend met de gebruikelijke 6 torpedobuizen voor anti-onderzeeboottorpedo's en een Lynx helikopter. Het Ikara wapensysteem tegen onderzeeboten, dat begin jaren zeventig nog bij de Royal Navy in gebruik was en waarvan de Bristol een proefopstelling aan boord had, werd weggelaten.
In een later stadium zouden er nabijverdedigingssystemen aan boord worden geplaatst, maar toen de Falklandoorlog uitbrak ontbraken die nog steeds.

## Falklandoorlog
Op 4 mei 1982, tijdens Falklandoorlog (1982) tussen Argentinië en het Verenigd Koninkrijk, werd de Sheffield geschaduwd door een Argentijnse Lockheed P-2 Neptune en vervolgens getroffen door een Exocetraket die gelanceerd werd door een Super Etendard jachtvliegtuig. Het schip zonk zes dagen later. Het is niet duidelijk of de springlading van de Exocetraket is gedetoneerd. Het staat wel vast dat de brand die aan boord uitbrak werd veroorzaakt door het ontploffen van de raket zelf of door het ontbranden van de raketmotor.
De Sea Dart, waarvan de Britten beweerden dat die ook geschikt was voor het onderscheppen van schepen en raketten, werd niet ingezet om de Exocetraket uit te schakelen. Dit had waarschijnlijk ook geen nut gehad, omdat de Sea Dart niet geschikt is voor het uitschakelen van objecten die lager vliegen dan 30 meter (de Exocetraket vliegt lager). Bovendien maakte de Royal Navy zelf ook gebruik van de Exocetraket en dus werd dit wapen mogelijk door de boordcomputers niet als een vijandelijk wapen onderkend.

## Gevolgen
Als gevolg van de ondergang van de Sheffield op 4 mei 1982, zijn later gebouwde schepen van deze klasse verlengd om ruimte te bieden aan extra (nabijverdedigings) systemen en om beter bestand te zijn tegen inslaande geleide wapens.
De ervaringen van de Falklandoorlog zijn ook van invloed geweest op alle latere ontwerpen van de Royal Navy en die van de Koninklijke Marine. In het laatst genoemde geval zijn ze bijvoorbeeld toegepast op het ontwerp van de Karel Doormanklasse. Bij de Royal Navy werden ze toegepast bij het ontwerp van het Type-23 fregat (de Duke-klasse). De toepassing van metalen met een laag smeltpunt en een hoge brandbaarheid (aluminium, magnesium) wordt vermeden. In de bovenbouw en de scheepshuid bevinden zich schuine delen die bedoeld zijn het schip zo klein mogelijk te maken voor vijandelijke radar. De isolatie van de kabels werd zo veel mogelijk halogeen-vrij uitgevoerd, om giftige dampen als gevolg van brand tegen te gaan.